# Bomba Mark 84

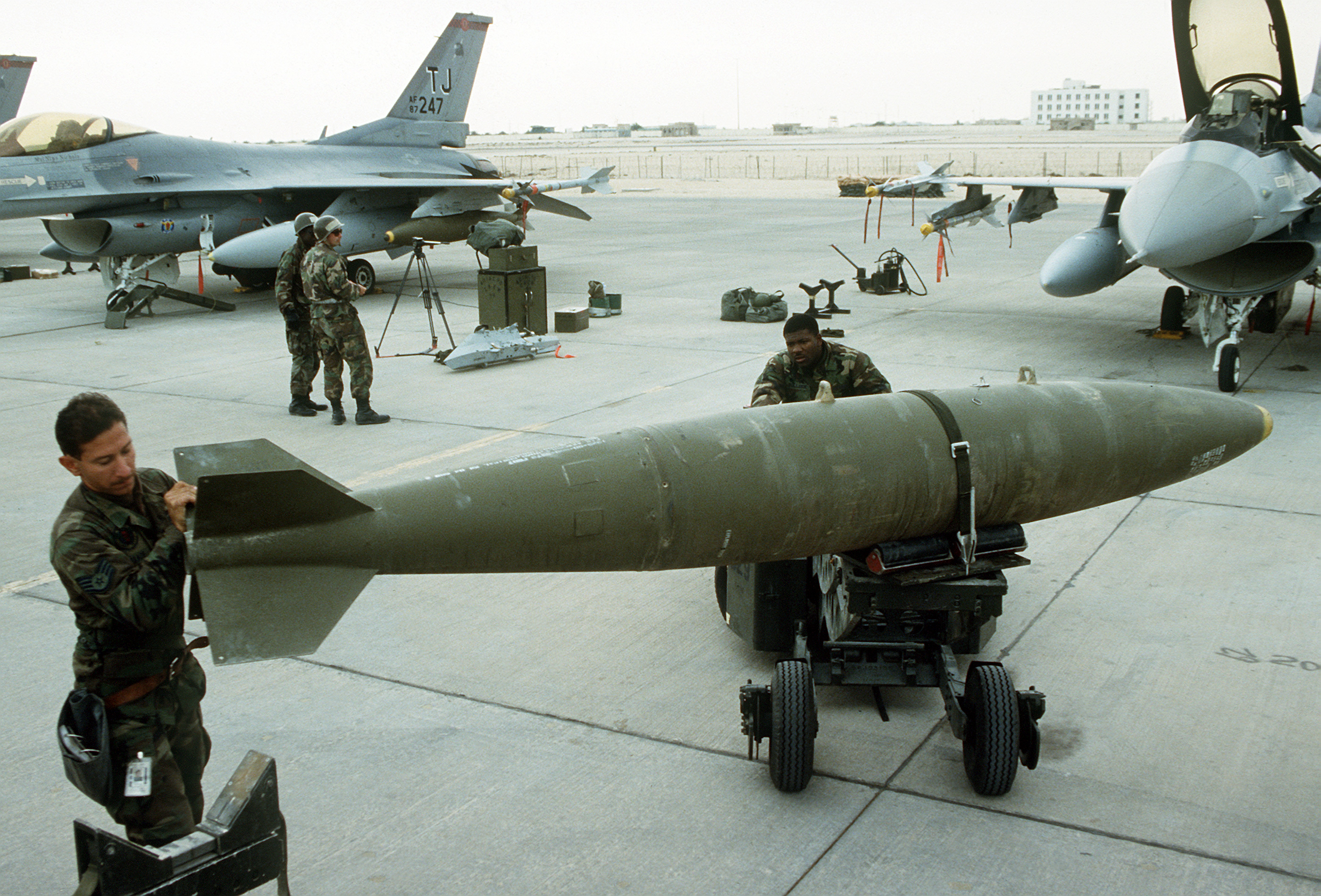
Załadunek bomby Mk 84 na samolot F-16

Mark 84 (lub Mk 84) – amerykańska bomba lotnicza ogólnego przeznaczenia, największa bomba serii Mark 80. Pierwszy raz użyta w Wietnamie pod nazwą kodową Hammer (z ang. Młot) nazwaną tak ze względu na jej znaczną moc.
Wagomiar Mark 84 wynosi 2000 lb (907 kg), ale jej masa całkowita zależy również od masy lotek, zapalnika, oraz urządzeń spowalniających opadanie i wynosi od 1972 funtów (896 kg) do 2083 funtów (947 kg). Bomba ma postać opływowego stalowego kadłuba wypełnionego ładunkiem tritonalu (80% trotylu i 20% proszku aluminiowego) o masie 945 funtów (429 kg).
Wybuch bomby Mk 84 powoduje powstanie krateru o średnicy 15,2 m i głębokości 11 m. Przebijalność metalu dochodzi do 380 mm, a betonu do 3300 mm, w zależności od wysokości z jakiej została zrzucona. Rażenie odłamkami w promieniu 366 m.
Mark 84 służy jako głowica bojowa różnych systemów precyzyjnie naprowadzanego uzbrojenia takich jak laserowo naprowadzane GBU-10 i GBU-24, naprowadzane optycznie GBU-15 i GBU-31 z systemem naprowadzania JDAM.
W latach 2023–2024 Stany Zjednoczone dostarczyły 14 tysięcy takich bomb Izraelowi. Są one wykorzystywane przez Siły Powietrzne Izraela do bombardowania Strefy Gazy.